# アートフル (原子力潜水艦)
アートフル（HMS Artful, S121）は、イギリス海軍の原子力潜水艦。アスチュート級原子力潜水艦の3番艦。艦名は「狡猾な」、「巧妙な」を意味する形容詞にちなむ。その名を持つ艦としてはアンフィオン級潜水艦アートフル（P456/S56/S96）以来2隻目である。

## 艦歴
「アートフル」は1997年3月にGCEマルコーニの造船部門マルコーニ・マリーン（現BAEシステムズ・サブマリンズ）に発注され、2005年3月11日にイングランドのバロー＝イン＝ファーネスで起工、2013年9月20日に「アートフル」と命名されて、2014年5月17日に進水式が行われた。同年10月に潜水試験、2015年8月13日の海上公試後、同年12月14日にイギリス海軍へ引き渡され、2016年3月18日に就役式典が行われた。
「アートフル」は2021年5月、クイーン・エリザベス空母打撃群構成艦として、7か月半にわたる初の極東方面への派遣に参加した。